# Seven de Canadá
El Seven de Canadá (en inglés: Canada Sevens) es un torneo anual masculino de rugby 7 que se disputa en Canadá desde 2016. Forma parte de la Serie Mundial de Rugby 7. El torneo tiene lugar en el Estadio BC Place de Vancouver.

## Palmarés
| Año     | Estadio                    | Campeón       | Marcador | Subcampeón    |
| ------- | -------------------------- | ------------- | -------- | ------------- |
| 2016    | Estadio BC Place           | Nueva Zelanda | 19-14    | Sudáfrica     |
| 2017    | Estadio BC Place           | Inglaterra    | 19-7     | Sudáfrica     |
| 2018    | Estadio BC Place           | Fiyi          | 31-12    | Kenia         |
| 2019    | Estadio BC Place           | Sudáfrica     | 21-12    | Francia       |
| 2020    | Estadio BC Place           | Nueva Zelanda | 17-14    | Australia     |
| 2021-I  | Estadio BC Place           | Sudáfrica     | 38-5     | Kenia         |
| 2021-II | Estadio de la Mancomunidad | Sudáfrica     | 24-12    | Gran Bretaña  |
| 2022    | Estadio BC Place           | Argentina     | 29-10    | Fiyi          |
| 2023    | Estadio BC Place           | Argentina     | 33-21    | Francia       |
| 2024    | Estadio BC Place           | Argentina     | 36-12    | Nueva Zelanda |
| 2025    | Estadio BC Place           | Argentina     | 19-12    | Sudáfrica     |

## Posiciones
- Número de veces que las selecciones ocuparon cada posición en todas las ediciones.

| Equipo        | Campeón | 2º puesto |
| ------------- | ------- | --------- |
| Argentina     | 4       |           |
| Sudáfrica     | 3       | 3         |
| Nueva Zelanda | 2       | 1         |
| Fiyi          | 1       | 1         |
| Inglaterra    | 1       |           |
| Kenia         |         | 2         |
| Francia       |         | 2         |
| Gran Bretaña  |         | 1         |
| Australia     |         | 1         |